# Alain Germain
Alain Germain (* 1948 in Carentan, Département Manche) ist ein französischer Schriftsteller, Regisseur, Choreograph, Maler, Bühnen- und Kostümbildner.

## Leben
Alain Germain besuchte von 1964 bis 1968 die École des Beaux-Arts (EBA) in Caen und dann bis 1970 die École nationale supérieure des arts décoratifs in Paris, die er mit einem Diplom als Innenarchitekt abschloss. 1972 gründete er die Compagnie Alain Germain, mit der er seither zahlreiche Opern- und Ballettaufführungen an Opernhäusern, in Theatern und Museen realisierte.
So führte er Claude Ballifs Minuit pour géants 1977 im Musée d’Art Moderne und seine Oper Dracoula 1984 im Théâtre de Paris auf. Weitere von ihm aufgeführte Opern stammten von zeitgenössischen Komponisten wie Ginette Keller, Isabelle Aboulker, Francine Aubin, Alain Margoni, Ichirō Nodaïra, Frédéric Durieux, Adrienne Clostre und Eric Tanguy.
1979 wurde im Muséum national d’histoire naturelle (Paris) sein Osteodráme mit Musik von Bach, Mozart, Debussy und Louvier aufgeführt. 1981 führte er am Musée National d’Art Moderne (und später in Basel und Bonn) L’incantation de Merseburg auf. Im gleichen Jahr war er gemeinsam mit Andreas Jäggi Bühnen- und Kostümbildner für die Aufführung von Mozarts Così fan tutte in Metz. 1987 inszenierte er Mozarts Requiem an der Opéra Royal de Wallonie und arbeitete mit Jäggi als Kostümbildner für Franz Lehárs Die lustige Witwe in Montpellier.
Die Aufführung von Savants et la Révolution in der Cité des Sciences et de l’Industrie in La Vilette zum 200 Jahrestag der Französischen Revolution 1989 wurde im Rundfunk übertragen. 1991 realisierte er im Musée en Herbe nach Musik von Frédéric Durieux Les Origines de l'Homme. Im Folgejahr führte er Christoph Willibald Glucks Iphigenie auf Tauris 2000 Iannis Xenakis’ Oresteïa an der Covent Garden Opera auf. 2004 realisierte er im Grand Théâtre das Phantom der Oper als Ausstellung und als Filmkonzert mit der Aufführung des Films von Rupert Julian und der Begleitmusik von Roy Budd.
Zum 150. Jahrestag des Erscheinens von Baudelaires Les Fleurs du Mal schrieb Germain den Text für ein Schauspiel am Centre d’Art  in Orford, Kanada. Im gleichen Jahr entwarf er Bühnenbild und Kostüme für Open-Air-Aufführungen von Rossinis Der Barbier von Sevilla in der Regie von Julia Migenes. 2008 veranstaltete das Musée National des Arts et Métiers unter dem Titel Alain Germain, entre costumes et machines eine Rückschau auf 40 Jahre des Wirkens Germains.

## Werke (Auswahl)
Kinder- und Jugendbücher
- La ville invisible. Erzählung. Hachette, Paris 1999, ISBN 2-01-321689-0 (illustriert von Philippe Bucamp)

Romane
- Fantôme d'Opéra. Hachette, Paris 2004
- Les grenouilles de Saint Pierre. Librairie de Champs-Élysées, Paris 2001, ISBN 2-7024-3051-1.
- L'affaire Callas. Édition du Masque, Paris 2002, ISBN 2-7024-7988-X.
- Meurtre à la Française. Édition du Masque, Paris 2004, ISBN 2-7024-8092-6.
- Pas de deux avec la mort. Édition du Masque, Paris 2005, ISBN 2-7024-3232-8.
- Les cuisines du Diable. Édition du Masque, Paris 2006, ISBN 2-7024-3176-3.
- Le sceau de la mort. Édition du Rocher, Paris 2007, ISBN 978-2-268-06318-8.

Schauspiele
- Les origines de l'homme ou Les aventures du professeur Coppensius. Schauspiel. Hachette, Paris 1997, ISBN 2-01-321574-6.
- Le tour du monde en 80 langues. Schauspiel. L'Asiathèque, Paris 1995, ISBN 2-911-05301-X (EA Paris 1980).
- Les Arts et Métiers en spectacle. Schauspiel. Édition de l'Amandier, Paris 2008, ISBN 978-2-35516-058-5.
- Les 400 coups de l'Hôpital Saint-Louis. Schauspiel. Édition de l'Amandier, Paris 2008, ISBN 978-2-35516-065-3.